# Полонская, Наталья Константиновна
Наталья Константи́новна Поло́нская (17 июня 1940, Москва — 30 сентября 2015, Москва) — режиссёр и сценарист документального и научно-популярного кино, педагог, заслуженный деятель искусств Российской Федерации (1993).

## Биография
Родилась 17 июня 1940 года в Москве в семье Константина Полонского, который работал тогда директором киностудии «Мосфильм», и его жены, Гарри Полонской, актрисы.
В 1965 году окончила режиссёрский факультет Всесоюзного государственного института кинематографии (мастерская научно-популярного кино Александра Згуриди). Работала режиссёром на киностудии «Центрнаучфильм».
Долгие годы передавала на режиссёрском факультете ВГИКа, совместно с Игорем Григорьевым руководила мастерской неигрового фильма. Её бывшая студентка Виктория Бугрова писала:

Наталия Константиновна Полонская, изящная леди от кинематографа, научила меня чувствовать поэтику и пытаться её создавать. Никогда не забуду слова, прозвучавшие от неё: принцип необходимости и достаточности. Наталия Константиновна показала, как рисовать график фильма, для меня стало открытием, насколько иногда всё проясняется, и становятся видны ошибки. Её задания на создание коллажей, казалось, мало имели отношения к кино. Но позже стало ясно, какой внутренней свободой одаряют подобные упражнения.

## Фильмография

### Режиссёр
- 1963 — Спутник сердца
- 1969 — Большой пасьянс
- 1970 — Рассказы о хирурге
- 1972 — Размышления о музыке
- 1973 — Московский Дворец пионеров и школьников
- 1974 — Подвиг баталёра Новикова[5]
- 1974 — Алгоритм изображения
- 1975 — Константин Симонов: остаюсь военным писателем[6][7]
- 1976 — Чему и как учить сегодня
- 1977 — Штрихи к портрету далекого прошлого
- 1977 — Хроника одного поиска
- 1978 — Народный сценический танец[8]
- 1979 — Александр Несмеянов[9]
- 1981 — Поэт и революция (Александр Блок)[10][11]
- 1982 — Дни созревших вишен
- 1983 — Мы были счастливы (Н. Подвойский)[12]
- 1983 — Евгений Вахтангов[13]
- 1986 — Москва… Ленин[14]
- 1988 — Когда бы смертным столь высоко (М. В. Ломоносов)[15][16][17]
- 1990 — Петром и Павлом наречённый[18]
- 1991 — Дом с привидениями (Реквием по сословию)[19]
- 1994 — Зарайск
- 1996 — Переславль — История России
- 1996 — Альманах кинопутешествий № 280[20]

### Сценарист
- 1989 — Альманах кинопутешествий № 239—243
- 1990 — Альманах кинопутешествий № 244—250
- 1992 — Дорогой Колумба[21]
- 1993 — Альманах кинопутешествий № 262—267[22]

## Семья
- Родители — Гарри Львовна Полонская (1918—2001), киноактриса, преподаватель ВГИКа[23][24], и Константин Андреевич Полонский (1906—1985), советский организатор кинопроизводства. Заслуженный работник культуры РСФСР (1968).

- Первый муж — Михаил Владимирович Ардабьевский (1932—1992), советский оператор-постановщик.

Дочь — Ольга Михайловна Ардабьевская (Селина) (1964—2016), художник-график.
- Второй муж (1994—2012) — Вячеслав Дмитриевич Мотыченков (1938—2012), кинооператор.
- Двоюродная сестра — Татьяна Владимировна Лукьянова (1947—2011), советский, российский художник, живописец и график.